# 착신아리 (2008년 영화)
《착신아리: 원 미스 콜》(영어: One Missed Call)은 미국, 일본, 영국, 독일에서 제작된 에리크 발레트 감독의 2008년 초자연 공포 영화이다. 섀넌 소서먼, 에드워드 번스 등이 출연하였고, 앤드루 A. 코소브 등이 제작에 참여하였다.
2008년 1월 4일 북미에서 개봉하였다. 리뷰 애그리게이터 사이트 로튼 토마토에서 평점 0%를 기록하였다.

## 줄거리
희생자가 입에서 빨간색 딱딱한 사탕을 떨어뜨리면서 죽으면 희생자의 휴대폰은 알아서 다음 희생자를 물색하며 주소록을 뒤진다. 전 희생자의 번호로 걸려온 전화를 받은 다음 희생자는 미래 시간대가 찍힌 본인 목소리의 음성 사서함 메시지를 듣게 된다.

## 출연
- 섀넌 소서먼 - 베스 레이먼드 역
  - 얼래나 로크 - 어린 베스 역
- 에드워드 번스 - 잭 앤드루스 형사 역
- 아나 클라우디아 탈랑콘 - 테일러 앤서니 역
- 레이 와이즈 - 테드 서머스 역
- 어주라 스카이 - 리앤 콜 역
- 조니 루이스 - 브라이언 수자 역
- 제이슨 버게이 - 레이 퍼비스 역
- 마거릿 조 - 미키 리 역
- 메건 굿 - 셸리 바움 역
- 로다 그리피스 - 마리 레이턴 역
  - 돈 다이닝어 - 마리의 유령 역
- 에리얼 윈터 - 엘리 레이턴 역
  - 세라 진 큐빅 - 엘리의 유령 역
- 레이건 램 - 로럴 레이턴 역
- 캐런 베이어 - 포드 부인 역
- 데이브 스펙터 - 게리 역
- 메리 린 오언 - 줄리 콘 역
- 로이 매크러리 - 페인터 의사 역
- 그레그 코빗 - 존 역
- 바트 핸서드 - 하우이 역
- 케이티 닐런드 - 매디 역
- 제이슨 호건 - 브라운 의사 역
- 카이라 애키타 - 주얼 역
- 로라 해링 - 레이먼드 부인 역
- 윌버 피츠제럴드 - 경위 역
- 로런 페이턴 - 접수 담당 간호사 역

## 기타 제작진
- 라인 제작: 에이브럼 "부치" 캐플런
- 공동 제작: 맨프레드 하이드, 거드 케이클랜, 엘리자베스 쿠슈먼, 스티븐 P. 웨그너
- 배역: 낸시 네이어 버티노, 켈리 마틴 와그너, 셰이 벤틀리그리핀
- 미술: 로런스 베넷
- 세트: 프랭크 갤라인
- 의상: 샌드라 허낸데즈
- 분장: 제이 A. 워헤비, 토머스 플라우츠
- 분장 효과: 마이크 엘리절데이
- 헤어: T.A. 헨더슨
- 제작 관리: 브래드 애런즈먼, 티머시 M. 본, 욜란다 T. 코크런
- 조감독: 캐런 데이비스, 헤더 그리어슨, 토드 터너